# Danton Heinen
Danton Rodney Heinen (* 5. Juli 1995 in Langley, British Columbia) ist ein kanadischer Eishockeyspieler, der seit Januar 2025 wieder bei den Pittsburgh Penguins in der National Hockey League unter Vertrag steht. Zuvor war der Center in der NHL bereits für die Anaheim Ducks, Boston Bruins und Vancouver Canucks aktiv.

## Karriere
Heinen spielte bis kurz vor seinem 19. Geburtstag im Jahr 2014 ausschließlich in seiner Heimatprovinz British Columbia, zuletzt für die Merritt Centennials und Surrey Eagles in der British Columbia Hockey League. Dort wurde er in der Saison 2013/14 unter anderem als Rookie of the Year ausgezeichnet. Anschließend wurde er im NHL Entry Draft 2014 in der vierten Runde an 116. Stelle von den Boston Bruins aus der National Hockey League ausgewählt. Den Stürmer zog es für die folgenden zwei Jahre jedoch erst einmal an die University of Denver, wo er für das Eishockeyprogramm der Universität in der National Collegiate Hockey Conference, einer Division im Spielbetrieb der National Collegiate Athletic Association. Auch dort erhielt er in seinem ersten Jahr unter anderem die Auszeichnung als bester Liganeuling.
Im April 2016 nahmen die Bruins ihre Draftwahl schließlich unter Vertrag und setzten ihn am Ende der Saison 2015/16 in der American Hockey League bei den Providence Bruins ein. Zur Spielzeit 2016/17 erarbeitete sich Heinen einen Platz im NHL-Kader der Boston Bruins und feierte dort am 13. Oktober sein Debüt. In der Folge verbrachte er jedoch auch dieses Jahr überwiegend in Providence, bevor er die Saison 2017/18 erstmals hauptsächlich in der NHL zum Einsatz kam und sich dabei mit 47 erzielten Punkten auf Platz fünf der internen Scorerliste platzierte.
Nach vier Jahren in der Organisation der Bruins wurde Heinen zur Trade Deadline im Februar 2020 an die Anaheim Ducks abgegeben, die im Gegenzug Nick Ritchie nach Boston schickten. Dort war er eineinhalb Jahre aktiv, bis er sich im Juli 2021 als Free Agent den Pittsburgh Penguins anschloss. Dort wurde sein Vertrag nach der Saison 2022/23 nicht verlängert, ehe er im Oktober 2023 im Rahmen eines Einjahresvertrages zu den Boston Bruins zurückkehrte. Ebenso als Free Agent wechselte er im Juli 2024 zu den Vancouver Canucks. Von dort wiederum wurde er im Januar 2025 samt Vincent Desharnais, den Rechten an Melvin Fernström sowie einem konditionalen Erstrunden-Wahlrecht im NHL Entry Draft 2025 zu den Pittsburgh Penguins transferiert, sodass er zu seinem früheren Arbeitgeber zurückkehrte. Das Wahlrecht, das von den New York Rangers aus dem Transfer von J. T. Miller stammt, ist Top-13-geschützt, verschiebt sich also automatisch um ein Jahr nach hinten, sollte es sich unter den ersten 13 Positionen befinden. Im Gegenzug erhielten die Canucks Marcus Pettersson und Drew O’Connor.

## Erfolge und Auszeichnungen
| - 2014 BCHL All-Rookie Team - 2014 BCHL Most Sportsmanlike Player (Bob Fenton Trophy) - 2014 BCHL Rookie of the Year (Bruce Allison Memorial Trophy) - 2015 NCHC All-Rookie Team | - 2015 NCHC Rookie of the Year - 2015 NCHC Second All-Star Team - 2017 Teilnahme am AHL All-Star Classic |

## Karrierestatistik
Stand: Ende der Saison 2024/25
(Legende zur Spielerstatistik: Sp oder GP = absolvierte Spiele; T oder G = erzielte Tore; V oder A = erzielte Assists; Pkt oder Pts = erzielte Scorerpunkte; SM oder PIM = erhaltene Strafminuten; +/− = Plus/Minus-Bilanz; PP = erzielte Überzahltore; SH = erzielte Unterzahltore; GW = erzielte Siegtore; 1 Play-downs/Relegation; Kursiv: Statistik nicht vollständig)